# Charapan
Charapan è una municipalità dello stato di Michoacán, nel Messico centrale, il cui capoluogo è la località omonima.
La municipalità conta 12.163 abitanti (2010) e ha un'estensione di 233,62 km².
Il significato del nome della località in lingua nahuatl è luogo con terra colorata.